# Coppa Suruga Bank 2017
Il Suruga Bank Championship 2017 è una competizione che vede coinvolti i vincitori della stagione precedente della J. League Cup e la Coppa Sudamericana. Il match ha visto contrapposti gli Urawa Red Diamonds, detentori della J. League Cup 2016, e i brasiliani della Chapecoense, vincitori della Coppa Sudamericana 2016. La finale si è disputata al Saitama Stadium 2002 a Saitama il 15 agosto 2017.
Si è trattata della 10ª edizione della manifestazione.

## Squadre
| Squadra            | Federazione                | Qualificazione                          |
| ------------------ | -------------------------- | --------------------------------------- |
| Urawa Red Diamonds | Japan Football Association | Vincitore della Coppa J. League 2016    |
| Chapecoense        | CONMEBOL                   | Vincitore della Coppa Sudamericana 2016 |

## Finale
| Saitama 15 agosto 2017, ore 19:15 (UTC+9)          | Urawa Reds | 1 – 0 referto | Chapecoense | Saitama Stadium 2002 |
| \| \| \| \| \| Abe 90+3’ (rig.) \| Marcatori \| \| |            |               |             |                      |
|                                                    |            |               |             |                      |
| Abe 90+3’ (rig.)                                   | Marcatori  |               |             |                      |